# Ölmühle von Waldemarsudde

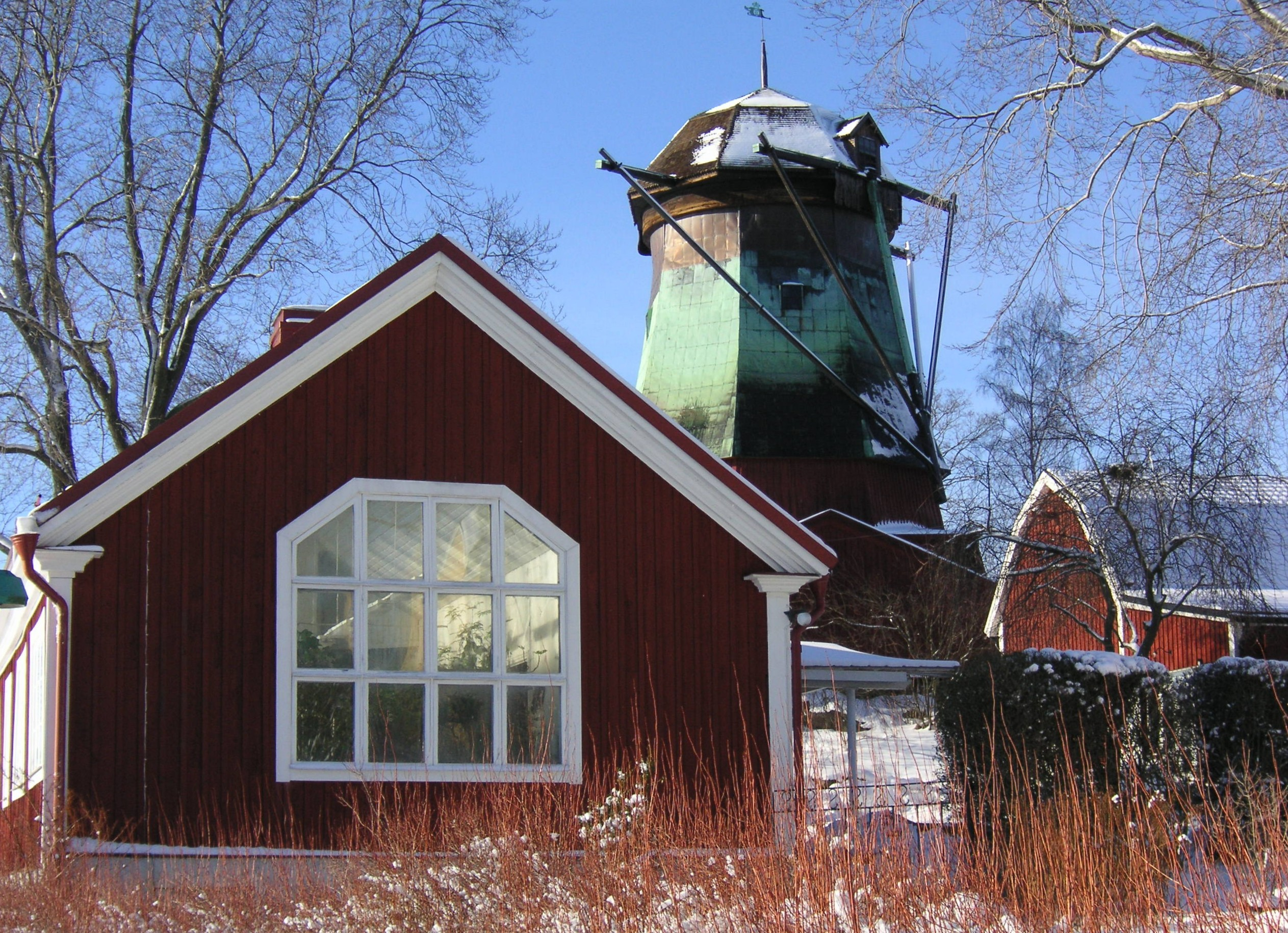
Orangerie und Ölmühle 2006

Die Ölmühle von Waldemarsudde ist eine Windmühle im südlichen Djurgården in Stockholm. Die Mühle wurde 1784 von Baumeister Johann Diderick Lundholm errichtet. Auf einer Planke in der Türöffnung steht „Die. Erste. Mühle. In Schweden. Erbaut und gemacht von Baumeister J. D. Lundholm im Jahr 1784.“ Die Ölmühle von Waldemarsudde ist weltweit eine von fünf noch erhaltenen Öhlmülen ihrer Art und daher ein wichtiges Industriedenkmal.

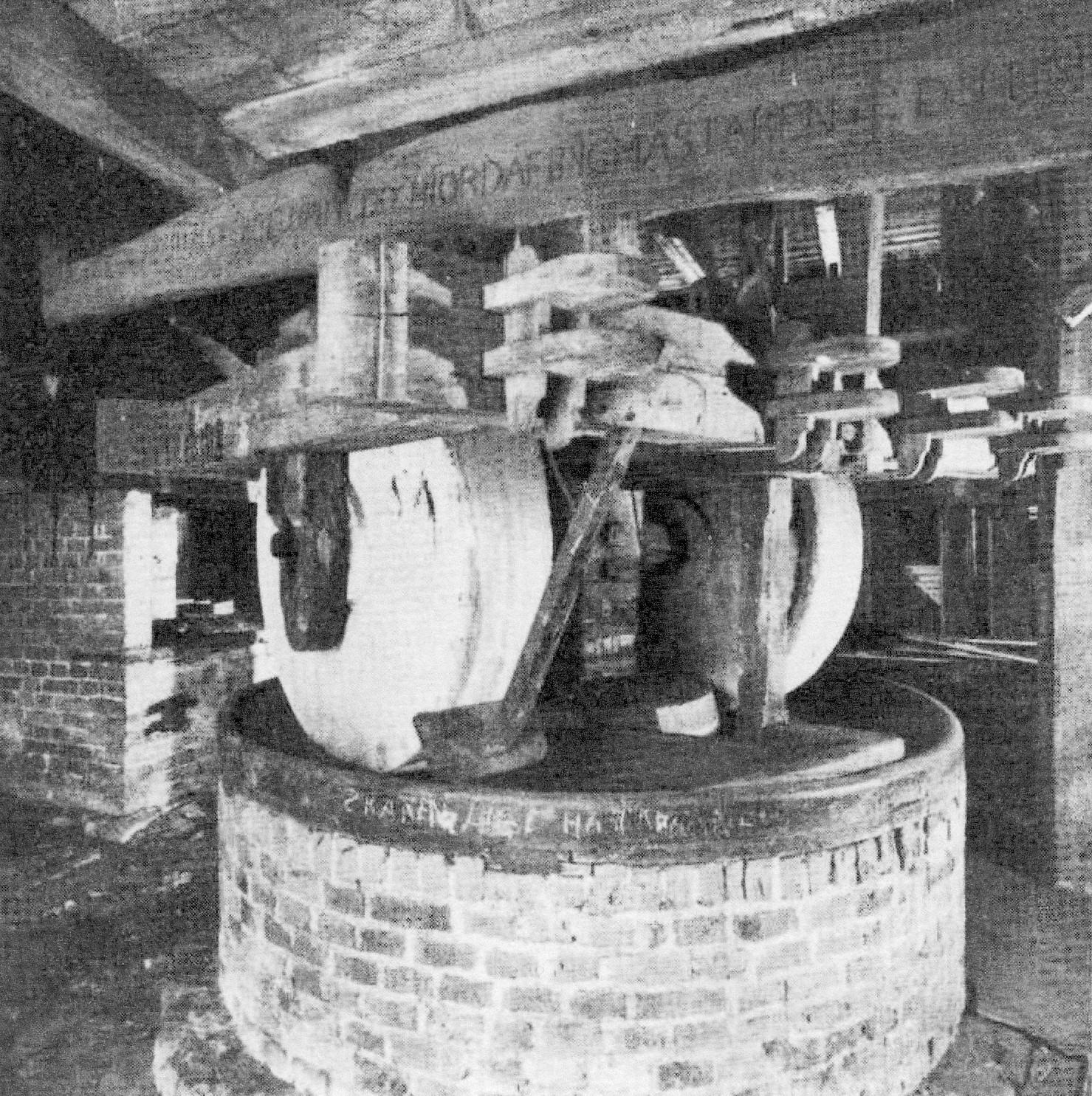
Erdgeschoss der Mühle mit Mahlwerk in den 1950er-Jahren

Die Mühle steht auf der Halbinsel Waldemarsudde südlich von Prinz Eugens Kunstgalerie und war Motiv für viele Bilder des Malerprinzen Eugen. Die 1784 erbaute Mühle diente dazu Leinöl zu produzieren. Die Ölmühle auf Waldemarsudde hat keine Flügel mehr, ist aber sonst gut erhalten. Sie ist eine industriehistorische Rarität und wahrscheinlich eine der am besten erhaltenen Ölmühlen aus dem 18. Jahrhundert. Unterhalb der Mühle steht ein falunrot gestrichenes Gebäude mit großen Fenstern, Waldemaruddes Orangerie.
Mitte der 1780er-Jahre gab es zwei Windmühlen holländischen Typs auf Waldemarsudde. Die eine war eine Sägemühle, abgebrannt im Jahr 1849, die andere die noch erhaltene Ölmühle. In Waldemarsuddes Ölmühle wurde Leinöl aus Leinsamen produziert; die Reste wurden an die Pferde der Armee verfüttert. Die Mühle trieb auch ein Raspelwerk zur Herstellung von Pigmentfarben an. 

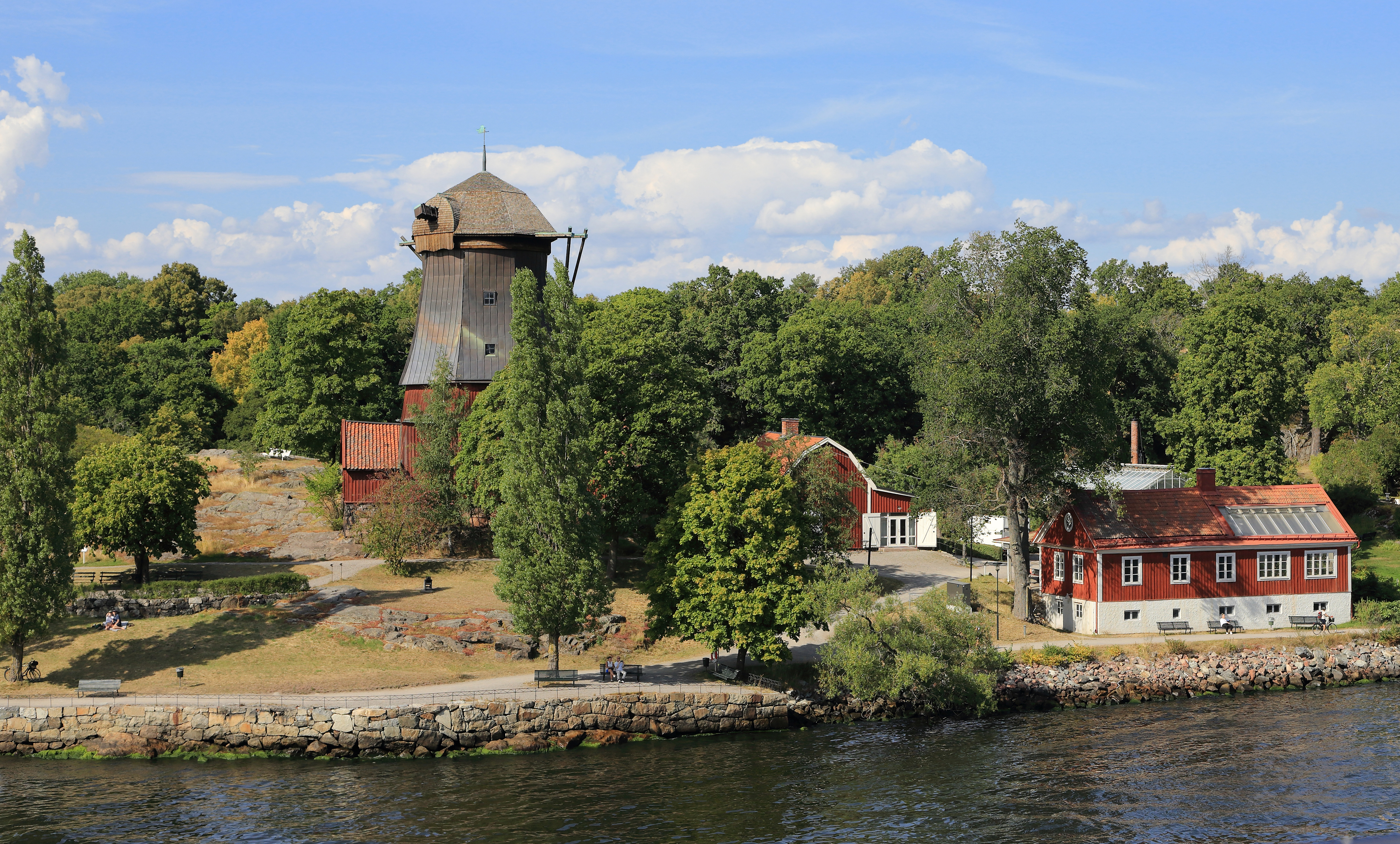
Die Ölmühle nach der letzten Renovierung von 2010.

Die Mühle wurde fünf-etagig gebaut. Das Erdgeschoss wurde für die Herstellung von Leinöl verwandt, das wegen der Brandgefahr in einem Haus nebenan gekocht wurde. Zwei Treppen höher wurde wahrscheinlich der Leinsamen aufbewahrt. Reste nach dem ersten Pressen wurden in drei Rüttelpressen aufgebrochen und dann in zwei keilförmigen Pressen im Erdgeschoss zerdrückt. Die Außenfassade des Gebäudes ist kupferverkleidet. Von einer Brücke, die rund um die Mühle ging, konnte man mittels einer Stange die Flügel in den Wind drehen.
In den 1830er Jahren endete die Produktion von Leinöl in der Mühle und Illustrationen aus den 1860er Jahren zeigen einen gebrochenen Flügel. In den 1870er oder 1880er Jahren wurden die Flügel demontiert. Auf Gemälden Prinz Eugens ist die Ölmühle ohne Flügel zu sehen. 1899 wollte die Verwaltung von Djurgården die Mühle abreißen lassen, sie verschandele die Umgebung, aber das ließ Prinz Eugen nicht zu und die Ölmühle blieb erhalten. 1923 wurde eine technische Untersuchung durch den Architekten Ferdinand Boberg durchgeführt, zusammen mit dem Technischen Museum. Man entdeckte die industriehistorische Bedeutung der Ölmühle. 1953 fand eine größere Renovierung durch die Stadt Stockholm statt. Bei einer Renovierung im Inneren der Mühle 1961 wurden die Maschinen restauriert und funktionstüchtig gemacht. Die letzte Renovierung wurde 2010 durchgeführt.